# Пожар на складе Московской типографии
Пожар на складе типографии «Печатный экспресс» произошёл 27 августа 2016 года в Москве, на Алтуфьевском шоссе. В результате пожара погибло 17 человек, ещё трое пострадали.

## Ход событий
Утром в одном из складских помещений административно-складского здания типографии ООО «Печатный экспресс», расположенных по Алтуфьевскому шоссе в Москве, произошло возгорание, распространившееся по всей площади четырёхэтажного здания. Его площадь составила порядка 200 кв. м. Около 10 часов утра в столичном главке МЧС сообщили о ликвидации пожара.

## Расследование
Спасатели установили, что пожар начался на первом этаже и распространился на второй этаж по шахте лифта. Источником возгорания стал светильник. В ходе ликвидации пожара были обнаружены тела 16 человек, четверо были госпитализированы. Их доставили в Институт скорой помощи имени Склифосовского. Позже стало известно, что одна из эвакуированных скончалась. По данным МВД, все погибшие — граждане Киргизии, они находились в Москве на законных основаниях. Вместе с тем, «по уточненным данным, среди погибших двое россиян, они работали на предприятии разнорабочими».